# Processo di Chișinău
Il processo di Chișinău  fu uno dei processi sovietici aperti del dopoguerra contro il personale militare straniero accusato di aver commesso dei crimini di guerra durante la seconda guerra mondiale. Furono giudicati 10 prigionieri: 3 soldati tedeschi, tra cui il generale della Wehrmacht von Devitz-Krebs, e altre 7 persone tra soldati e gendarmi romeni tra cui il colonnello Marina, tutti accusati di aver commesso dei crimini nella Moldavia occupata dalle truppe tedesco-romene e nella RSS Ucraina.
Nell'atto d'accusa figurano l'uccisione della popolazione civile (anche durante l'Olocausto e con il pretesto di combattere i partigiani), la distruzione della stessa Chișinău durante la ritirata, l'uccisione dei prigionieri di guerra sovietici, la creazione della cosiddetta "riserva tifo" per la distruzione di massa dei contadini e la deportazione della popolazione ai lavori forzati in Germania.
Tutti i prigionieri di guerra furono giudicati colpevoli: 8 persone furono condannate a 25 anni ciascuno, mentre le restanti 2 persone (romene) ricevettero 20 anni di lavori forzati. Nel 1955, dopo la morte di Stalin, i detenuti sopravvissuti furono rimpatriati in Germania e Romania ed effettivamente rilasciati.
Nei giornali sovietici del 1947 il processo fu denominato "Il processo nel caso delle atrocità degli invasori nazisti sul territorio della Moldavia".

## Contesto storico

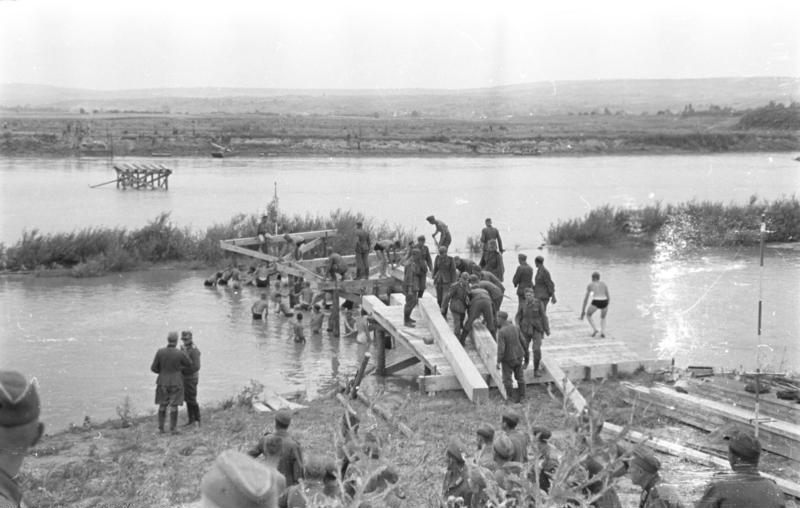
Truppe tedesche e romene si preparano ad attraversare il Prut, 1º luglio 1941.

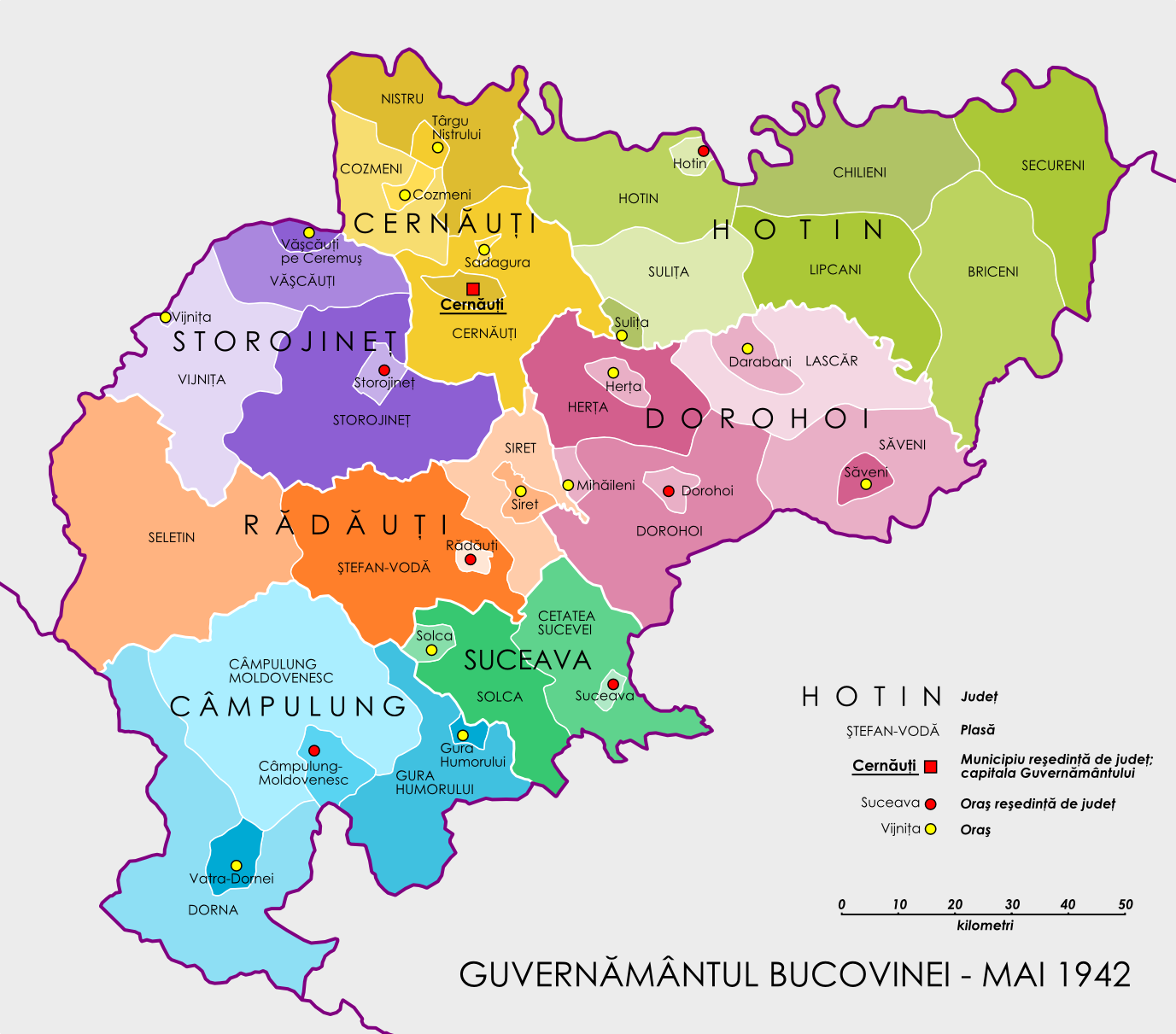
Governatorato della Bucovina con Herzei e Dorohoi inclusi, settembre 1941.

Dopo la prima guerra mondiale, la Romania occupò la Bessarabia, che apparteneva alla Russia, e la Bucovina, che faceva parte dell'Austria-Ungheria. Nel giugno 1940 la Bessarabia e la Bucovina settentrionale furono annesse all'URSS: la maggior parte della Bessarabia, compresa Chișinău, insieme alla RSS Moldavia diedero vita ad una nuova repubblica. La Bessarabia meridionale e la Bucovina settentrionale furono annesse alla RSS Ucraina.
Il 22 giugno 1941, la Romania e la Germania iniziarono le ostilità contro l'URSS. Il 26 luglio 1941 l'intero territorio della RSS Moldavia fu completamente occupato dalle truppe tedesco-romene. A differenza della maggior parte degli altri territori occidentali dell'URSS, in Bessarabia e Bucovina settentrionale il potere sovietico fu mantenuto per un tempo relativamente lungo dopo l'inizio della guerra, fatto che permise ai molti residenti di poter evacuare. Ad esempio, a Chișinău, dove le truppe tedesco-romene entrarono il 16 luglio 1941, rimasero circa 9.000 ebrei (secondo il censimento del 1930, a Chișinău vivevano più di 40.000 ebrei). Tutta la Bessarabia, la Bucovina settentrionale, così come il territorio tra il Dnestr e il Bug meridionale (ossia le regioni della Transnistria, secondo la divisione amministrativo-territoriale sovietica, la regione di Odessa, parte della regione di Vinnycja e la riva sinistra della Moldavia) furono inglobate nella cosiddetta Grande Romania: de jure si trattò di territori con status giuridici diversi, la Bessarabia era ufficialmente inclusa nella Romania, e in Transnistria, secondo il Trattato di Bender, veniva esercitata solo l'amministrazione romena temporanea, e in effetti, il regime di occupazione in Transnistria non differì molto dal regime di occupazione in Bessarabia. Allo stesso tempo, in Transnistria non vivevano più romeni. La registrazione dei romeni effettuata dagli occupanti rivelò che in Transnistria vivevano circa 200.000 romeni, malgrado il fatto che i censitori abbiano registrato i moldavi come romeni e abbiano ricevuto anche 35.000 sacchetti da distribuire a coloro che volevano registrarsi come romeni, ciascuno dei quali conteneva 2 Kg di sale, 1 Kg di sapone, 10 scatole di fiammiferi e 3 pacchi di tabacco, e in alcuni casi anche mezzo chilo di zucchero.
La Bucovina fu inclusa nel neonato governatorato, al quale nel settembre 1941 furono annesse le città di Dorohoi (che non fece mai parte dell'URSS) e Herca. Sebbene la Bessarabia e la Bucovina fossero state trattate come territori romeni dalle autorità romene, non furono soggette allo stesso regime giuridico del resto della Romania. La Bessarabia e la Bucovina furono trasformate in province speciali, dove le leggi romene e l'amministrazione generale romena furono limitate. Questa situazione politica fu sancita dal decreto nº 790 del 3 settembre 1941, con cui si stabilì che l'applicazione di qualsiasi legge romena in Bessarabia e Bucovina potesse essere sospesa dal governatore con il consenso di Antonescu. In Bessarabia e Bucovina furono creati dei Direttori che esercitarono i poteri dei ministeri pan-romeni subordinati ai governatori e ai ministeri a cui fu vietato prendere in considerazione i reclami della Bessarabia e della Bucovina. Formalmente, per la corrispondenza tra ministeri e governatori, fu creato un Gabinetto Civile-Militare per gestire la Bessarabia, la Bucovina e la Transnistria, nel quale ciascun ministero assegnò un proprio rappresentante e ufficiale di collegamento. Tuttavia, già il 13 novembre 1941, Antonescu ordinò ai governatori delle province di stracciare ogni documento ricevuto dalle autorità di Bucarest e di rispedirlo al mittente.

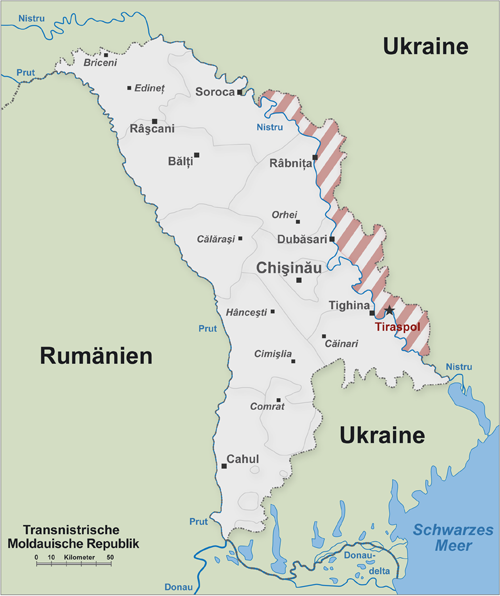
Mappa del Governatorato della Transnistria (nel 1941-1944 sotto l'amministrazione provvisoria romena).

Uno status speciale nel territorio occupato fu rappresentato dalla numerosa popolazione tedesca, il Volksdeutsche: non c'erano quasi tedeschi civili locali in Bessarabia perché furono rimpatriati durante il breve periodo del potere sovietico, anche se in Transnistria la popolazione tedesca era numerosa. La registrazione nel 1943 contò 130.866 persone di etnia tedesca sul territorio della Transnistria . In totale, in tutto il territorio sovietico occupato nel 1943, come risulta dalla registrazione di una conversazione del giugno 1943 con il consigliere del ministro Bayle e il consigliere dell'alto comando Hempel presso il Ministero del Lavoro dell'Est, vivevano 200.000 Volksdeutsche di cui il 90% sparsi nelle zone rurali. Così, la Transnistria divenne il luogo in cui si concentrava la stragrande maggioranza del Volksdeutsche nel territorio sovietico occupato e allo stesso tempo, il Volksdeutsche della Transnistria erano cittadini dell'URSS prima della guerra.
Il Volksdeutsche della Transnistria non era sotto la giurisdizione dell'amministrazione romena, ma del Sonderkommando R Russland (Comando speciale "R"), che a sua volta faceva parte del Servizio speciale per i tedeschi locali (Volksdeutsche Mittelstelle, spesso abbreviato in VoMi / FoMi) come status della Direzione Principale delle SS. L'autorità del Comando Speciale "R" era tenuta dall'SS-Oberführer (dal 1943 SS-Brigadeführer) H. Hoffmeyer. In Transnistria ci furono 18 comandanti della squadra speciale "R" (anche nelle colonie tedesche di Rastadt, Worms, Speyer, Mannheim, Hoffnungstal).
Geograficamente, il Volksdeutsche della Transnistria occupò sia il territorio della regione di Odessa della RSS Ucraina che della RSS Moldavia (sulla riva sinistra del Dnestr - nell'ex RSS Moldava).

All'interno del Volksdeutsche della Transnistria si formarono dei distaccamenti di autodifesa (Volksdeutscher Selbstschutz), subordinati ai comandanti del Comando Speciale "R", di numero variabile dalle 7.000 persone di metà marzo 1942 fino alle 8.500-9.000 persone dell'inizio del 1943. Inoltre, nella primavera del 1943, circa 3.000 tedeschi della Transnistria furono arruolati nelle truppe delle SS e della Wehrmacht. Nel marzo-aprile 1944 la popolazione tedesca della Transnistria fu evacuata, più di 130.000 Volksdeutsche finirono nel Warthegau. Nel 1944 lo status della Transnistria e della Bessarabia venne effettivamente modificato. Il 26 gennaio 1944 l'amministrazione civile romena fu liquidata in Transnistria. Il 21 marzo 1944 la Transnistria passò temporaneamente sotto il controllo della Wehrmacht per un periodo di occupazione durato circa 3 anni. Il territorio della RSS Moldavia fu liberato in due fasi. Nel marzo-aprile 1944, a seguito di numerose operazioni (Uman'-Botoșani, Odessa e Proskurov-Černivci), furono liberate la Bucovina settentrionale, la Transnistria e anche parte della Moldavia. Il resto della Moldavia (con Chișinău) fu liberato nell'agosto 1944 durante l'operazione Iași-Kišinëv.

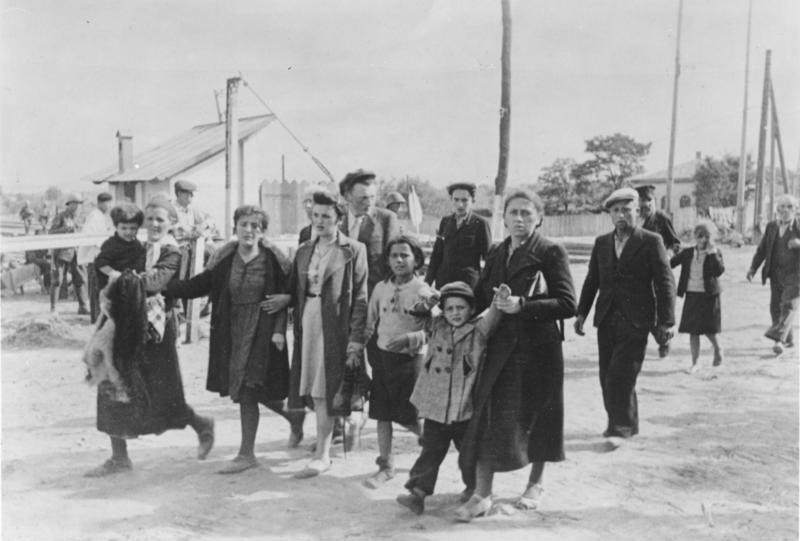
I romeni guidano i partigiani ebrei e le loro famiglie al luogo di ritrovo, Chișinău, 1941.

Durante l'occupazione fu avviata la "romenizzazione" della popolazione locale (ad eccezione dei tedeschi). Come risultato dell'occupazione, 64.000 persone furono uccise, più di 47.000 furono derubate dei loro beni e furono distrutti alcuni villaggi e città, inclusa la stessa Chișinău, dove morirono molti ebrei, zingari e attivisti sovietici. L'antisemitismo iniziò ancor prima dell'ingresso dei romeni nel territorio sovietico. Il 20 giugno 1941, Ion Antonescu ordinò ai prefetti delle contee della Moldavia, della Dobrugia settentrionale e di due contee della Valacchia (cioè ai prefetti dei territori confinanti con l'URSS), di contrastare le spie e gli agenti sovietici appoggiati dall'URSS, di concentrare tutti gli ebrei dai 18 ai 60 anni nei quartieri ebraici delle città, le autorità furono obbligate a prendere come ostaggi gli ebrei che "dovevano essere fucilati in caso di atto terroristico o ribellione".
In risposta al bombardamento sovietico di Iași del 26 giugno 1941, ebbe luogo un pogrom e gli ebrei sopravvissuti, per ordine di Ion Antonescu, furono portati fuori dalla città caricati sui treni della morte. Il 30 giugno 1941 Antonescu ordinò l'esecuzione di tutti gli ebrei di Iași che fossero comunisti o che fossero trovati in possesso di bandiere rosse o armi. Durante la ritirata dalla Bessarabia, i romeni portarono la loro popolazione in Romania, fu creata una commissione speciale tra gli abitanti di Sculeni per selezionare tra i deportati coloro che collaborarono con le autorità sovietiche; il 27 giugno 1941, 311 ebrei furono fucilati dai soldati romeni con l'aiuto dei volontari mentre i non ebrei furono rilasciati. Dopo il ritorno in Bessarabia, i romeni portarono gli attivisti filo-sovietici non ebrei di Sculeni davanti al tribunale militare accusati di tradimento contro la Romania, a cui seguirono le condanne a varie pene detentive, senza condanne a morte.
Molti ebrei di Chișinău prima dell'arrivo delle truppe tedesco-romene fuggirono nei villaggi. A Chișinău, dal 17 luglio 1941, la squadra Ek 11a, guidata dallo scrittore nazionalista tedesco Paul Zapp, agì congiuntamente alla polizia romena: fino al 24 luglio 1941 furono giustiziati 77 comunisti e 68 ebrei maschi. Il colonnello Dumitru Tudose stabilì un ghetto dove furono raccolti gli ebrei di Chișinău e dei dintorni: alla fine di luglio 1941 nel ghetto erano detenuti circa 10.500 ebrei. Dopo la sparatoria della fine di luglio 1941, Zapp, d'accordo con Dumitru Tudose, ordinò una nuova esecuzione di massa: Zapp selezionò 551 ebrei (uomini, donne e bambini), poi fucilati, salvando gli ebrei anziani ai quali fu ordinato di rientrare nel ghetto e di riferire che gli uccisi fossero comunisti e che gli ebrei avrebbero affrontato la stessa sorte se scoperti in caso di collusione con il nemico.
Dopo la guerra, nel settembre 1948, il testimone Alexandru Gerovich (ex prigioniero del ghetto di Chișinău) testimoniò che furono fucilati in totale 412 ebrei. Gli omicidi degli ebrei di Chișinău continuarono anche dopo la partenza della squadra Ek 11a verso est. In particolare, il 28 agosto 1941, i soldati romeni che si recarono al fronte lanciarono delle pietre ferendo gravemente 12 ebrei del ghetto di Chișinău, poi mandati a lavorare alla stazione di Ghidighici. Gli ebrei presentarono una denuncia alle autorità, che fu esaminata da una commissione presieduta dal generale Paniciu e giunse alla falsa conclusione che i soldati avevano contrastato le provocazioni ebraiche. Il 29 agosto 1941 il comandante Tudose riferì ai superiori le conclusioni della commissione e di aver preso le contromisure necessarie: tutti i 350 ebrei, sia vittime che testimoni dell'incidente, furono fucilati dai romeni sotto il comando del tenente colonnello Nicolae Deleanu e del maggiore Eugen Bolecheanu.
Le squadre tedesche continuarono a sterminare gli ebrei nella zona di occupazione romena. In particolare, nell'agosto 1941, Bruno Muller, comandante della squadra Ek 11b, ordinò ai suoi subordinati di uccidere tutti i restanti ebrei di Bender, 155 persone di diverso sesso ed età tutti uccisi in un solo giorno. Il 9 agosto 1941, l'SS-Untersturmführer Heinrich Fröhlich della squadra Ek 11b, sulla base di un ordine scritto di Ion Antonescu, ordinò al vice capo della gendarmeria di fucilare 451 ebrei nel villaggio di Tataresti e allo stesso tempo permise la perquisizione dei cadaveri e l'appropriazione degli oggetti di valore. L'Einsatzgruppe D tedesco guidato da Otto Ohlendorf sterminò gli ebrei nella Bucovina settentrionale, in alcuni casi congiuntamente ai romeni. I romeni entrarono a Černivci il 5 luglio, il Sonderkommando Ek 10b, guidato da Alois Persterer, il 6 luglio 1941: i romeni iniziarono immediatamente ad arrestare e uccidere gli ebrei con l'aiuto degli attivisti locali, dopo tre giorni di atrocità, furono contati circa 600 cadaveri, molti dei quali mutilati dalle esplosioni delle granate. Persterer convocò una riunione con i subordinati, i quali indicarono che gli ebrei, i comunisti, i commissari e gli zingari dovessero essere uccisi. Il 6 luglio 1941 l'Ek 10b diede fuoco alla sinagoga di Černivci; il 7 luglio 1941 ci furono le perquisizioni nei quartieri ebraici e arrestò 101 uomini (per lo più rappresentanti dell'intellighenzia ebraica), poi fucilati in piccoli gruppi alla periferia della città. Alcuni ebrei furono presi nell'ex Casa Nazionale Ebraica dall'Ek 10b, circa 2.000 persone, in parte dai tedeschi e in parte dai romeni. Il 9 luglio 1941, i romeni fucilarono 500 di questi ebrei, gli altri furono informati che erano liberi e furono invece uccisi con una mitragliatrice. Alcuni ebrei fuggirono, ma molti fuggitivi morirono in seguito per mano dei soldati romeni a Černivci.
Gli ebrei di Bilhorod-Dnistrovs'kyj e dei villaggi circostanti (circa 2.500-3.000 persone) furono ammassati nelle sinagoghe dai romeni, a loro furono assegnati 12 attivisti sovietici non ebrei, dopodiché, per ordine del colonnello Marcel Petala, furono portati di notte in una cava fuori città dove furono fucilati tutti.

Anche nella Bucovina settentrionale i nazionalisti ucraini si impegnarono nello sterminio degli ebrei nell'estate del 1941, all'inizio di luglio gli ucraini presero il potere prima dell'arrivo dei romeni, arrestarono tutti gli ebrei e iniziarono a ucciderli, le uccisioni furono fermate al momento dall'arrivo dei gendarmi romeni. I nazionalisti ucraini uccisero gli ebrei nei diversi insediamenti ma la cooperazione tra romeni e nazionalisti ucraini si rivelò di breve durata. Dopo il 10 luglio 1941 i romeni arrestarono gli ucraini impegnati nelle attività politiche e alcuni di loro furono fucilati sul posto dagli stessi gendarmi. Fino al 12 gennaio 1942, il tribunale militare romeno condannò alla deportazione 334 ucraini per aver attraversato illegalmente il confine e diffuso informazioni false. Alcuni ucraini furono espulsi nel territorio del Governatorato Generale e del Reichskommissariat Ukraine, mentre altri, per ordine di Antonescu del 22 aprile 1942, furono portati nei campi di concentramento. Nel febbraio 1942 i romeni costrinsero i tedeschi a chiudere l'ufficio dell'OUN a Černivci.

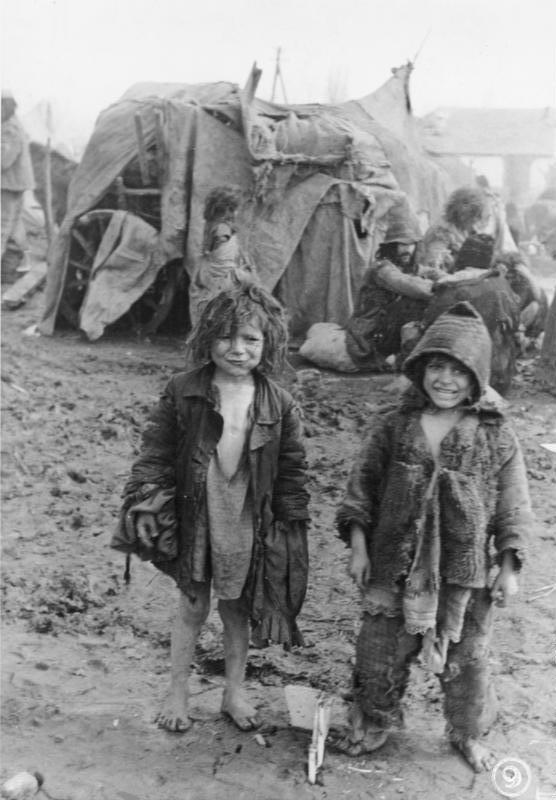
Zingari vicino a Tiraspol, 6 aprile 1944.

Nel settembre 1941, migliaia di ebrei furono uccisi nella regione di Dubăsari da una squadra tedesca guidata dal sergente maggiore Walter Keller, assistito dai membri della gendarmeria romena e della polizia locale guidata da Demenčuk, sindaco di Dubăsari.
Secondo il governo romeno, alla fine del 1941 furono deportati in Transnistria per lo sterminio circa 86.000 ebrei della Bucovina e circa 56.000 ebrei della Bessarabia. All'inizio di agosto 1942, a Chișinău rimanevano 183 ebrei, e in altri insediamenti della Bessarabia altri 125 ebrei. Al 1º settembre 1942 in Bucovina erano rimasti ancora 17.963 ebrei. Gli ebrei furono deportati in Transnistria anche dal territorio della Romania che in precedenza non faceva parte dell'URSS; il 26 giugno 1942, un trasporto fu inviato in Transnistria con 1.110 ebrei da Černivci e 52 ebrei dalla contea di Dorohoi.
Le deportazioni dalla Bucovina furono sospese il 13 ottobre 1942. Il 19 febbraio 1942, Ion Antonescu ordinò la deportazione in Transnistria degli ebrei di Bucarest e degli ebrei comunisti attivi. Il 2 maggio 1942, Antonescu ordinò la deportazione in Transnistria di tutti gli ebrei ungheresi che attraversarono il confine; l'8 agosto 1942 ordinò la deportazione di tutti gli ebrei comunisti dal campo di concentramento di Târgu Jiu in Transnistria. Nel maggio-giugno 1942, Antonescu ordinò di deportare i membri di alcune sette protestanti in Transnistria. Le istruzioni dello Stato Maggiore Generale emanate il 27 giugno 1942 prevedevano la deportazione in Transnistria di tutti gli uomini ebrei sfuggiti ai lavori forzati insieme alle loro famiglie. Tutti gli ebrei deportati al confine con la Transnistria furono privati dei loro oggetti di valore: furono costretti a scambiare i rubli russi con i lei romeni al tasso di cambio di 40 rubli per 1 leu (per il resto degli abitanti il cambio era di 1 leu per 1 rublo) e a vendere l'oro ad un tasso 5 volte inferiore al tasso di mercato.
A Bogdanovka, alla fine del 1941, fu creato un campo di concentramento in cui furono ammassate più di 50.000 persone negli edifici per il bestiame, principalmente gli ebrei di Odessa, della Romania e dell'Ungheria. Tra la seconda metà del dicembre 1941 e l'inizio di gennaio 1942, a Bogdanovka e nei dintorni, furono uccisi quasi tutti i prigionieri del campo in tre settimane e i loro corpi furono bruciati. Questa operazione fu portata avanti dalle unità della gendarmeria romena con il supporto della polizia ausiliaria locale, dei dipendenti degli uffici del comandante della squadra speciale "R" e con la partecipazione di altri circa 60 membri dell'autodifesa provenienti dai villaggi tedeschi situati sul territorio di Rastadt. Nel periodo gennaio-aprile 1942, le unità di autodifesa tedesche parteciparono alle esecuzioni di massa degli ebrei di Odessa nell'area della stazione di Berezovka, dove morirono circa 10.000 persone. Successivamente, queste unità tedesche furono coinvolte anche nell'esecuzione dei civili fino al marzo 1944, quando i Volksdeutsche furono evacuati dalla Transnistria.
Nel 1943, dopo la sconfitta di Stalingrado, iniziò il ritorno dei deportati dalla Transnistria e cessarono le epurazioni. Nel marzo del 1943, i governatori di Bessarabia e Bucovina, Constantin Voiculescu e Corneliu Calotescu, furono rimossi dai loro incarichi con l'accusa di aver consentito il danneggiamento e lo sperpero delle ex proprietà ebraiche e tedesche, nonché delle proprietà delle persone fuggite a causa della guerra. Come nota lo storico Solonar, le autorità romene abbandonarono i piani per la pulizia e la ricostruzione di entrambe le province. La legge del 31 agosto 1943 abolì il diritto (non utilizzato nella pratica) dell'Ufficio Centrale per la Romenizzazione di sequestrare o liquidare le imprese che non procedevano alla romenizzazione del personale. Nel marzo 1943, Antonescu permise ai polacchi e agli ucraini di rimanere in Bessarabia (nel febbraio 1943 c'erano circa 10.000 coloni ma le autorità tedesche non permisero loro di tornare in patria) e ordinò loro di essere data la possibilità di vivere "in condizioni umane".
L'8 luglio 1943, Ion Antonescu approvò il permesso di riportare in Romania una parte degli ebrei deportati dalla Transnistria: come ad esempio gli invalidi di guerra, le vedove e gli orfani dei veterani di guerra, gli ex soldati dell'esercito romeno, gli ebrei battezzati prima del 1920 e le persone di età superiore ai 70 anni. Il 12 novembre 1943, Antonescu emanò un ordine per il ritorno degli ebrei in Bessarabia e Bucovina, a partire dalle stesse categorie di ebrei e "specialisti professionali necessari per il paese". Nel dicembre 1943, 7.000 ebrei tornarono dalla Transnistria in Romania, principalmente nella contea di Dorohoi.
Anche il governo statunitense cercò di esercitare pressioni sulle autorità romene. Intorno al 13 settembre 1942, l'ambasciata svizzera consegnò al governo romeno una nota degli Stati Uniti in cui si affermava che se gli ebrei romeni fossero stati deportati in Transnistria, le autorità statunitensi avrebbero potuto adottare delle misure punitive contro i romeni che vivevano negli Stati Uniti. Le autorità romene, parallelamente alla deportazione in Transnistria, incoraggiarono i tentativi degli ebrei di fuggire dalla Romania. Il 24 febbraio 1942, un sottomarino sovietico affondò una nave romena vicino a Istanbul, nave partita con il permesso del governo romeno con circa 760 profughi ebrei a bordo, ai quali le autorità turche non permisero l'ingresso nelle acque territoriali: solo 2 passeggeri furono salvati. Successivamente l'emigrazione ebraica dalla Romania si fermò quasi completamente. Dall'inizio del 1944, le autorità romene iniziarono nuovamente a far uscire gli ebrei diretti in Palestina. Il 24 marzo 1944 iniziò la partenza e entro il 15 maggio 1944 circa 1.000 orfani ebrei lasciarono la Romania su 5 piccole navi. Allo stesso tempo, il desiderio di Antonescu di liberare la Romania dagli ebrei non cambiò: il 18 agosto 1944, Antonescu proibì l'evacuazione degli ebrei dalle città romene per salvarli dalla morte sotto i bombardamenti.
La persecuzione dei rom nei territori occupati iniziò in una fase successiva rispetto allo sterminio degli ebrei, ambedue condotte su larga scala in tutta la Romania. Ion Antonescu si espresse la prima volta contro i rom nel febbraio 1941, in una riunione del Consiglio dei ministri. Più di un anno dopo furono adottate delle misure concrete contro i rom. Il 1º maggio 1942 Antonescu ordinò al Ministero degli Interni di preparare un piano per la deportazione dei rom nomadi. Dopo aver ricevuto un telegramma dal governatore Aleksjan, che lamentava la mancanza di manodopera in Transnistria, il 13 maggio 1942, Antonescu ordinò di inviare in Transnistria i nomadi, i contadini senza terra, i disoccupati, come i profughi dalla Transilvania e dalla Dobrugia: in pratica, la deportazione fu applicata solo nei confronti dei rom. Il 17 maggio 1942, il Ministero degli Interni ordinò il censimento di tutti gli zingari, sia nomadi sia stanziali, con precedenti penali o senza mezzi di sussistenza e occupazione. Il 22 maggio 1942, Antonescu ordinò la deportazione dei nomadi e stanziali con precedenti penali. La deportazione cominciò il 1º giugno 1942, prima del completamento del censimento, sotto la guida dal generale Constantin Vassiliou e durò fino al 2 ottobre 1942. In totale furono deportate 11.474 persone. Successivamente iniziò la deportazione degli rom stanziali.
Durante il censimento furono identificati 31.438 rom, di cui 12.497 persone furono selezionate per la deportazione. Antonescu ordinò che la deportazione degli stanziali iniziasse il 25 agosto, ma in realtà iniziò il 2 settembre e fu portata avanti fino al 16 settembre 1942. Gli stanziali furono portati in Transnistria, trasportati lentamente, dando precedenza ai treni con le truppe e per questo motivo il tempo di viaggio tra Ungheni e Bender arrivò a tre giorni con conseguente assenza di cibo: il numero di stanziali cacciati superava il numero registrato nel censimento del 1942. Al 9 ottobre 1942 furono 13.245 i deportati, ovvero 748 in più rispetto al numero programmato.
In alcuni villaggi, i gendarmi romeni, invece dei rom in fuga, presero e deportarono altri rom poiché non fu sempre possibile distinguere tra uno zingaro sedentario e un romeno di etnia romena, a volte i romeni etnici furono registrati come rom per via del colore della pelle scura. Il 2 ottobre 1942 Antonescu sospese la deportazione dei rom. Successivamente furono istituite le commissioni per verificare la correttezza della deportazione degli zingari stanziali.
Nel gennaio 1943, 7.341 deportati presentarono una richiesta di rimpatrio e 3.941 persone presentarono i documenti necessari: di questi, 2.272 persone appartenevano ai mobilitati o idonei alla mobilitazione, e alle loro famiglie. Molti ufficiali romeni sostennero le richieste dei soldati rom di consentire alle loro famiglie di rientrare in patria ma la maggior parte delle richieste furono respinte: secondo i rapporti della gendarmeria e delle unità di polizia presentati il 5 febbraio 1943 da Tobescu, su 1.623 capifamiglia solo 314 persone poterono rimpatriare e anche se i loro genitori avevano un figlio al fronte, non fu concesso il diritto di rimpatriare. Anche coloro a cui fu permesso di rimpatriare non riuscirono a tornare immediatamente: dato che i rimpatriati erano portatori di tifo, il Ministero degli Affari Interni proibì il ritorno degli zingari rimpatriati dalla Transnistria fino al maggio 1943. Il 27 febbraio 1943, Vassiliou ordinò che i rimpatriati idonei alla mobilitazione e le loro famiglie fossero lasciati in Romania solo se fossero state richiamate prima del 13 aprile 1943, e il resto dei rimpatriati deportati in Transnistria. Il 13 marzo 1944, Mihai Antonescu ordinò che fossero prese delle misure per evacuare tutti i cittadini romeni dalla Transnistria, indipendentemente dalla loro etnia ma, data la rapida avanzata dell'Armata Rossa, ciò si rivelò impossibile.
Il 19 aprile 1944 Tobescu emanò un ordine secondo la quale tutti i rifugiati zingari della Transnistria dovevano essere detenuti e costretti a lavorare: le nuove istruzioni della Direzione Generale della Gendarmeria prevedevano la collocazione degli arrivati nelle aziende agricole da adibire ai lavori pesanti. Gli zingari rimpatriati furono tenuti nei campi di concentramento fino al 16 settembre 1944, quando per ordine del Ministro dell'Interno furono liberati con l'ordine di avviarli ai vari lavori. Circa la metà dei 25.000 rom deportati in Transnistria morirono per le malattie. Secondo il rapporto del pretore del distretto di Landau del 7 febbraio 1944, dei 7.500 zingari presenti nel dicembre 1942, sopravvissero circa 1.800-2.000 persone, il resto morì di tifo. Dal territorio occupato dalle truppe romeno-tedesche ci fu la deportazione forzata della popolazione verso la Germania e la Romania. In Transnistria non ci furono mobilitazioni forzate verso la Germania fino all'autunno del 1943. Nell'autunno del 1943, la popolazione della Transnistria, così come la popolazione dell'Ucraina occupata dai tedeschi, iniziò ad essere deportata in Germania. Da questo momento, l'amministrazione romena cominciò a ricevere l'ordine obbligatorio di fornire alle autorità tedesche un certo numero di civili. Il 25 ottobre 1943, il commissario tedesco chiese di fornire immediatamente 500 persone da inviare in Germania. Nel gennaio-aprile 1944, in Transnistria, la Wehrmacht condusse dei raid sistematici per identificare e inviare la popolazione civile in Germania.
In totale, 60.082 persone furono spostate con la forza dalla regione di Odessa in Germania e in Romania. In Bessarabia, il 27 marzo 1942, le truppe romene iniziarono la mobilitazione forzata della popolazione locale da inviare a lavorare in Romania. Le autorità romene aiutarono la deportazione in Germania dei residenti locali che non erano di etnia romena. Il 19 maggio 1944, Ion Antonescu ordinò di controllare tutti i profughi della Bessarabia e tutti coloro che non erano di etnia romena (ad eccezione degli specialisti necessari per l'economia romena) da inviare in Germania. La popolazione ebraica e generalmente non romena, ad eccezione di tedeschi, italiani e bulgari, della Bessarabia, Bucovina e Transnistria subì enormi danni economici a causa delle azioni delle autorità romene, che hanno perseguito una politica di romanizzazione dell'economia in tutta la Romania: il licenziamento dei dipendenti non-romeni, la confisca o l'acquisizione forzata a prezzo ridotto di imprese e di proprietà di non romeni. Prima della guerra, gli ebrei svolsero un ruolo cardine nell'economia della Bessarabia e della Bucovina.
Secondo l'Istituto centrale romeno di statistica, gli ebrei controllavano il 79,3% del commercio, il 66,4% della finanza e il 35,3% delle imprese industriali in Bucovina. In Bessarabia, gli ebrei controllavano il 77,4% del commercio, il 54,8% della finanza e il 42,3% delle imprese industriali. La politica di romanizzazione iniziò ancor prima dell'attacco all'URSS. Il 17 marzo 1941, il Ministero dell'Economia Nazionale elaborò e approvò un piano secondo il quale era necessario respingere tutte le domande per la creazione di nuove imprese commerciali e industriali così come la loro espansione, il cambiamento dell'ambito delle loro attività, il cambio di ubicazione, nel caso che le domande provenissero da cittadini romeni di origine ebraica, ungherese, bulgara, russa, armena, turca o jugoslava. Creato sulla base di un decreto d'urgenza del 2 maggio 1941, il sottosegretariato di Stato per la romanizzazione, colonizzazione e inventario, respinse le richieste di autorizzazione per l'acquisto di azioni dei cittadini romeni di nazionalità ungherese e bulgara, il permesso fu concesso però a tedeschi e italiani. Allo stesso tempo, i bulgari della Bessarabia meridionale, nonostante l'opera di persuasione dei diplomatici bulgari, non vollero partire per la Bulgaria.
Il 1º agosto 1942 il Ministro del Lavoro riferì che il numero dei dipendenti ebrei in tutta la Romania era sceso dai 28.225 del 16 novembre 1940 ai 17.134 del dicembre 1941. In generale, in Romania, il processo di romanizzazione delle proprietà si concluse con un fallimento. Secondo le statistiche romene dell'agosto 1943, il valore totale di tutte le imprese commerciali e industriali in Romania era di 76,5 miliardi di lei, di cui solo 37,4 miliardi di lei appartenevano all'etnia romena. Tuttavia, nella Bessarabia e nella Bucovina occupate, la romanizzazione avvenne diversamente e la maggior parte delle proprietà fu trasferita ai romeni. Nel febbraio 1942, il 91,55% degli imprenditori e del personale in Bessarabia erano di etnia romena (nel 1940, solo il 16% erano romeni). In Bessarabia, le autorità romene non restituirono in massa le imprese ai precedenti possessori prima dell'unione all'URSS. Il governatore della Bessarabia Voiculescu, poco dopo la sua nomina, decise di annullare tutte le licenze per le attività nel commercio e nell'industria rilasciate prima del 28 giugno 1940 e annullò tutte le licenze rilasciate prima del 31 dicembre 1941. Le nuove licenze furono rilasciate quasi esclusivamente ai romeni. Di conseguenza, nell'agosto 1943, il 99,01% dei proprietari e del personale delle imprese commerciali e industriali della Bessarabia erano romeni. Affinché la romanizzazione colpisse i villaggi della Bessarabia meridionale, le autorità della Bessarabia consentirono agli insegnanti e ai notai di esercitare il commercio.
Antonescu incoraggiò la partenza della popolazione non romena dalla Bessarabia, dalla Bucovina e dalla Transnistria, nell'ambito di una scelta politica generale: furono mantenute le risoluzioni di Antonescu secondo cui gli studenti ungheresi e bulgari fuggiti dalla Romania e non ritornati non dovevano essere puniti. Le autorità romene permisero agli ucraini della Bucovina e della Bessarabia di entrare nella Galizia occupata dai tedeschi per unirsi ai distaccamenti dell'OUN, ma coloro che attraversarono furono privati della cittadinanza romena. Gli abitanti della Bessarabia e della Bucovina settentrionale, che non erano di etnia romena, partiti per l'URSS sotto il dominio sovietico (in cerca di lavoro o arruolati nell'Armata Rossa) furono privati della cittadinanza romena e inviati in Transnistria. Il diritto al ritorno fu negato anche agli ucraini, che partirono nel 1940 insieme ai tedeschi sfollati: solo una parte dei tedeschi evacuati poté rientrare. Agli ucraini etnici della Bucovina settentrionale, che fuggirono nel marzo-aprile 1944 nella Bucovina meridionale, fu proibito di viaggiare all'interno della Romania.
La romenizzazione colpì debolmente l'agricoltura, anche a causa dell'opposizione di Ion Antonescu. Il 16 luglio 1941 Antonescu promise ai soldati romeni che coloro che si fossero distinti nella guerra avrebbero potuto ricevere terre nei nuovi territori. Nel marzo 1942 Antonescu ordinò di iniziare la colonizzazione della Bessarabia e della Bucovina, ma nel maggio la fermò e in queste province non furono effettuate ulteriori colonizzazioni. Sotto la pressione dell'esercito, alla fine di febbraio 1943, Antonescu approvò la decisione di trasferire immediatamente e senza attendere la fine della guerra 15.720 veterani di guerra su 315.152 ettari di terreno in Bessarabia, ma non esiste prova che la decisione abbia avuto seguito. In Bucovina nell'agosto 1943 c'erano solo 543 coloni contadini e 125 coloni mercantili reinsediati dalla Dobrugia meridionale, e nella Bessarabia meridionale c'erano 1.235 famiglie di coloni contadini, molti arrivati con documenti falsi. In Romania c'erano molti contadini senza terra, e in Bessarabia e Bucovina c'erano un gran numero di terre incolte e di edifici disabitati: alla fine del 1942, in Bucovina c'erano 38.185 ettari di terreno coltivabile e vi erano 11.759 case disabitate. Nello stesso periodo in Bessarabia si contavano 399.677,5 ettari di terreno libero coltivabile e 61.030 case disabitate. I generali romeni, di propria iniziativa, reinsediarono in queste terre un certo numero di romeni dal resto dell'URSS. Così, su iniziativa del Ministro della Guerra Pantazi, nell'aprile 1943, 8.000 moldavi furono reinsediati nel nord della Transnistria e collocati nei villaggi i cui abitanti furono precedentemente deportati nelle ex colonie tedesche nel sud-ovest della Transnistria. Verso la metà del 1943, furono create tre commissioni che si occuparono della selezione dei moldavi tra i rifugiati che tentarono di partire per la Romania: i moldavi selezionati furono collocati in Transnistria.
Ion Antonescu fu contrario al reinsediamento dei romeni sovietici nei territori controllati dalla Romania. Nel Consiglio dei ministri del 16-17 novembre 1943, Ion Antonescu dichiarò che i romeni dell'est avevano vissuto sotto il comunismo per 20 anni, non erano affidabili e tra loro potevano esserci molte spie sovietiche. Tuttavia, accettò che i moldavi che vivevano ad est del Bug meridionale si trasferissero in Transnistria, e circa 15.000 Moldavi dalla Transnistria si trasferissero in Bessarabia e Bucovina. Per la loro sistemazione, Antonescu ha consentito l'uso di proprietà tedesche ed ebraiche senza proprietario, ma questi piani non furono concretizzati. Dal novembre 1943 al marzo 1944, circa 2.000 moldavi e 2.000 russi e ucraini ricevettero il permesso di stabilirsi in Transnistria. Allo stesso tempo, i moldavi precedentemente portati nella Transnistria settentrionale, furono trasferiti nella Bessarabia meridionale.
La romenizzazione portò di fatto che i bilanci della Bessarabia e della Bucovina, nonostante le proprietà confiscate, presentavano un enorme deficit. Alla fine di novembre 1942, le entrate di bilancio della Bessarabia ammontavano a 1.902,4 milioni di lei, di cui 1.602,5 milioni di lei erano sussidi di Bucarest.
Il 23 agosto 1944 ebbe luogo un colpo di stato in Romania, a seguito del quale Ion Antonescu fu rovesciato e il paese si unì alla coalizione alleata. Il 31 agosto dello stesso anno le truppe sovietiche entrarono a Bucarest.

## Preparazione del processo

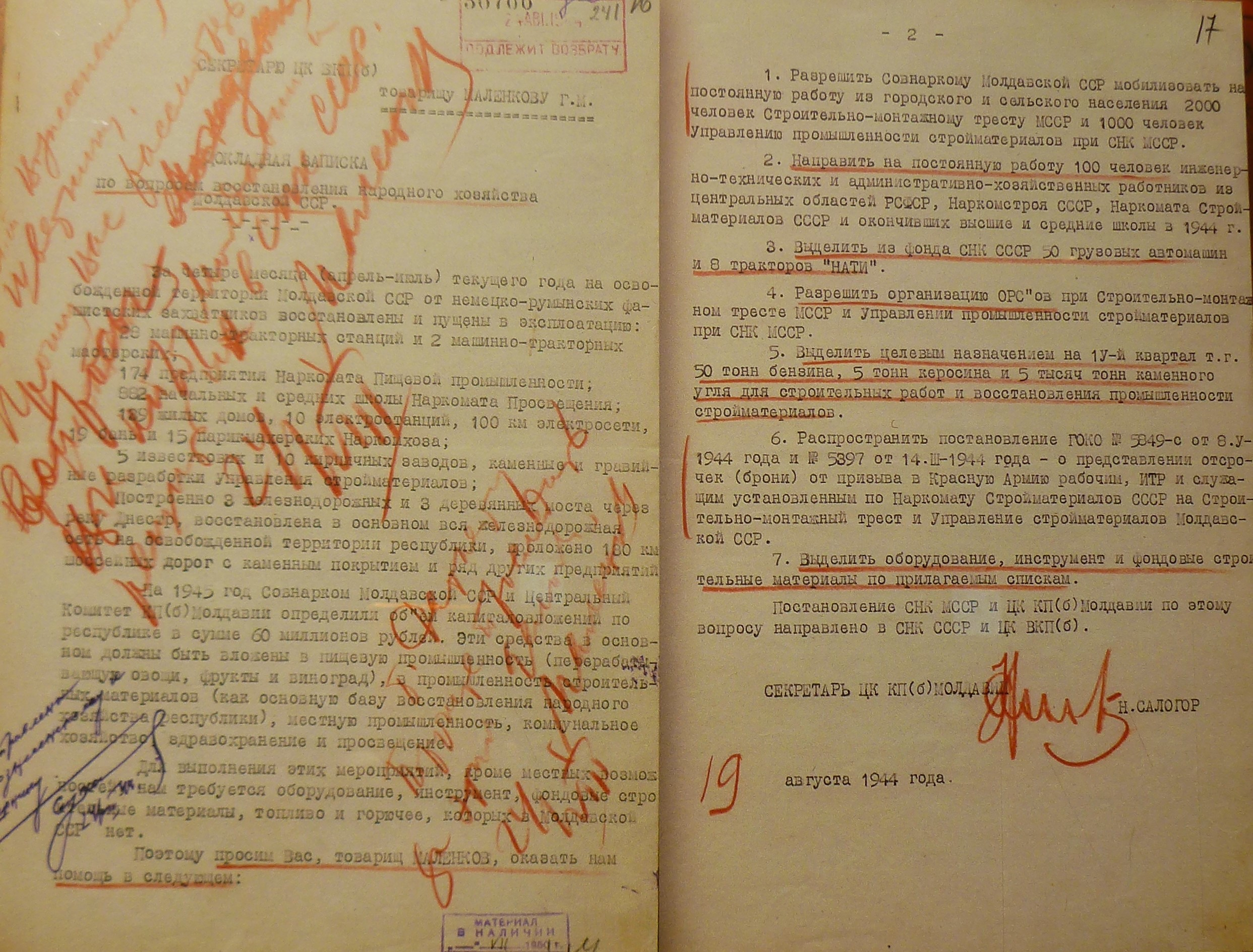
Memorandum di N. Salogor sullo stato dell'economia nazionale nei territori della Moldavia liberati, 19 agosto 1944.

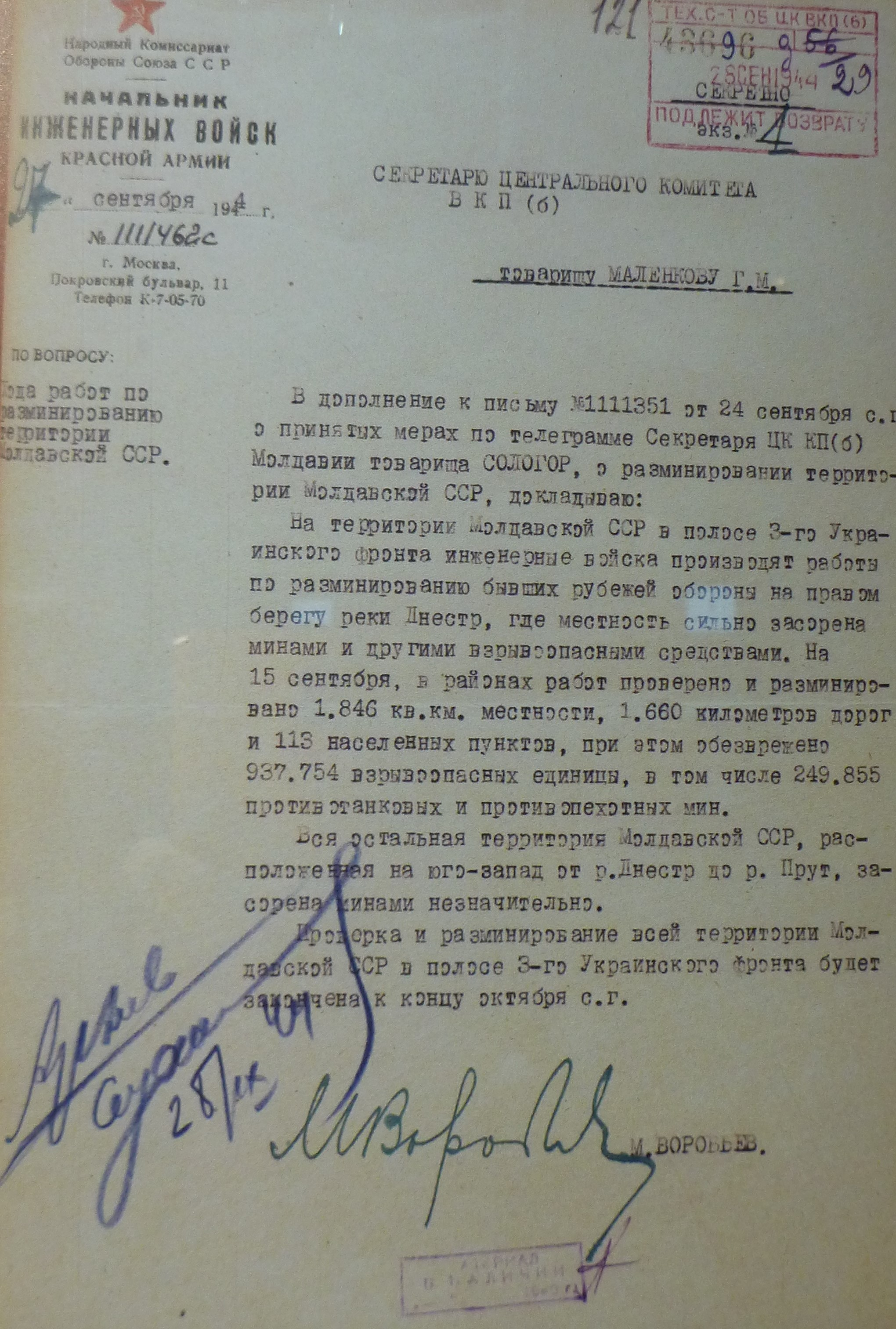
Memorandum dell'Armata Rossa M. Vorob'ëv sullo stato di avanzamento dello sminamento nel territorio della Moldavia, 27 settembre 1944.

Immediatamente dopo la liberazione, le commissioni operarono nella RSS Moldavia e nell'ex Transnistria documentando i crimini degli occupanti e dei collaboratori: secondo il rapporto della Commissione repubblicana sulla contabilità dei danni della RSS Moldavia, compilato non prima del giugno 1945, nella RSS Moldavia furono create in totale 5.270 commissioni, alle quali presero parte 19.739 persone. Questo rapporto indica anche le perdite della RSS Moldavia durante il periodo di occupazione: 63.849 persone "sterminati dagli invasori tedesco-romeni uomini, donne, anziani e bambini del tutto innocenti"; 20.345 persone sottoposte a tortura e sevizie; 47.242 persone "tenute in schiavitù romena".
Dallo stesso rapporto risulta che la raccolta delle informazioni iniziò subito dopo la loro liberazione (senza attendere la liberazione dell'intera repubblica):

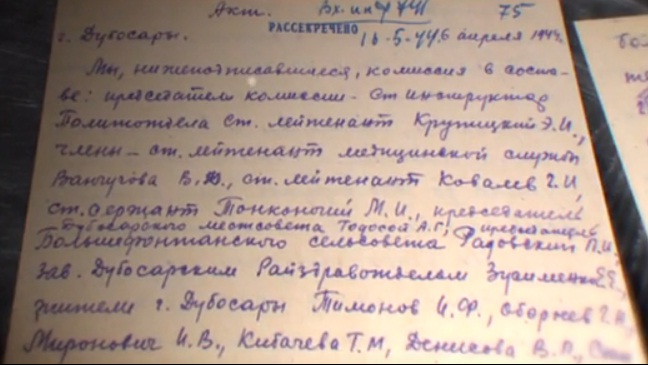
Atto della commissione di Dubăsari del 6 aprile 1944 che descrive i crimini del periodo di occupazione.

Il rapporto contiene però un'inesattezza: la documentazione dei danni iniziò prima del maggio 1944. Già il 6 aprile 1944 la commissione speciale di Dubăsari elaborò una legge sui crimini avvenuti nel periodo di occupazione. Il 12 luglio 1944, il commissario popolare per la sicurezza dello Stato della RSS Moldova, Iosif Mordovec, approvò l'accusa contro 10 collaboratori sovietici coinvolti nella distruzione del ghetto di Dubăsari. Tutti ammisero la loro colpa e le loro azioni furono qualificate in base al Decreto del Presidium del Soviet Supremo dell'URSS del 12 aprile 1943.
Nel 1944 fu pubblicato un opuscolo separato con le conclusioni sui crimini commessi dagli invasori tedesco-romeni nel territorio della regione di Odessa dove la commissione stimò il numero totale di vittime civili nella regione di Odessa a 200.000 persone.
Oltre alle commissioni, anche gli investigatori interrogarono dei testimoni oculari (sia tra i prigionieri che tra i residenti locali). In particolare, il 23 aprile 1944, la direzione regionale di Odessa dell'NKVD iniziò un'indagine sulle atrocità contro i prigionieri del campo di Bogdanovka. L'SS-Hauptsturmführer Martin Assmarn, catturato dai sovietici, testimoniò durante l'interrogatorio del 20 settembre 1944, che sotto il comando del comandante Liebl di Liechtenfeld, le unità di autodifesa tedesche uccisero 16.000 ebrei sovietici nel novembre-dicembre 1941.
L'inchiesta sui crimini di guerra fu facilitata dal fatto che nell'agosto del 1944 la Romania si trasformò da alleata della Germania in sua nemica e si assunse l'obbligo di indagare sui crimini di guerra dei suoi cittadini. Nel settembre 1944, le autorità romene consegnarono ai sovietici l'archivio dei servizi segreti speciali del Presidium del Consiglio dei ministri della Romania e dei Sigurani, svelando il personale e gli agenti. Sulla base di questi dati, a metà novembre 1944, lo SMERŠ arrestò in Romania 794 persone, compresi 546 agenti dei servizi speciali romeni.

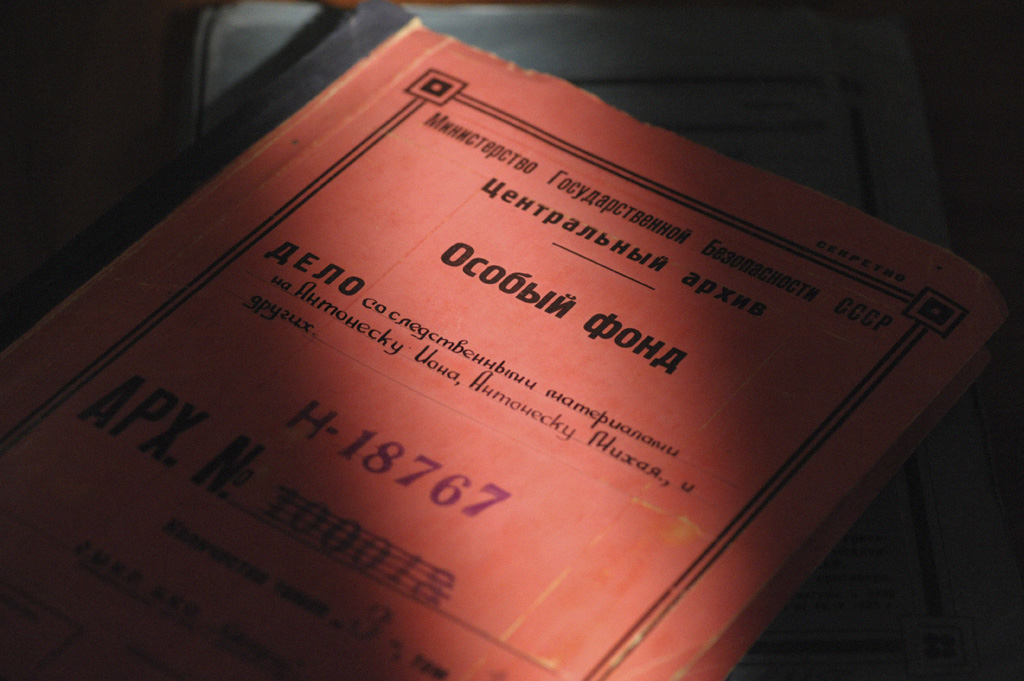
Caso nell'Archivio Centrale del FSB della Russia con materiali sui criminali romeni - J. Antonescu, M. Antonescu e altri.

Circa 20 dipendenti del Sonderkommando "R", compreso il Brigadeführer H. Hoffmeyer caddero in prigionia romena. Per due o tre settimane questi ufficiali delle SS furono trattenuti nella caserma di Craiova, H. Hoffmeyer e il suo vice SS-Obersturmführer Müller si suicidarono. Il resto degli ufficiali del Sonderkommando "R" furono portati in un campo di prigionia sovietico. Allo stesso tempo, le autorità romene perseguirono in modo indipendente le persone responsabili dei crimini di guerra, anche nei territori occupati dell'URSS. Il 12 marzo 1945, la Romania adottò la legge n. 312 "Sulla denuncia e la punizione dei responsabili della rovina del paese e dei crimini di guerra".

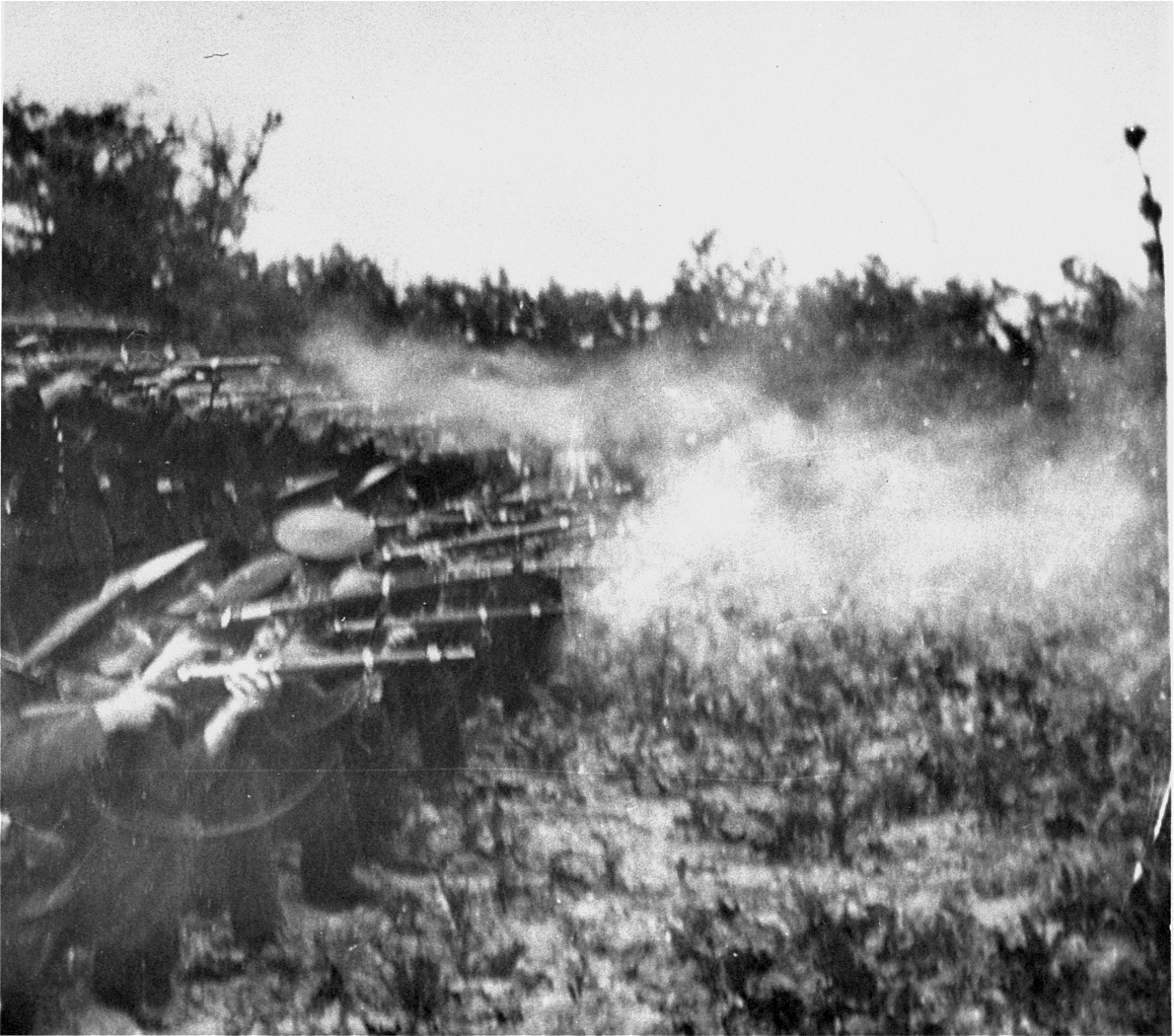
Esecuzione di Antonescu, 1º giugno 1946.

In Romania si svolsero numerosi processi, a seguito dei quali furono condannati i responsabili dei crimini sul territorio dell'URSS. Al processo per il Grande Tradimento Nazionale, ai sensi della legge romena n. 312 del maggio 1946, il governatore della Transnistria, Gheorghe Aleksyanu, fu condannato a morte insieme ad Antonescu e Konstantin Vasiliou. Inoltre, al processo, Vasiliou ha testimoniato, tra le altre cose, sulla deportazione dei rom in Transnistria, in particolare, ha raccontato come ha permesso ai rom stanziali deportati di prendere solo la quantità di proprietà che potevano trasportare. Al processo del 1946, l'ispettore della gendarmeria della Bessarabia, colonnello Teodor Meculescu, seguendo gli ordini di Vasiliou, esortò i suoi subordinati a uccidere tutti gli ebrei della Bessarabia, così come l'ispettore della gendarmeria della Bucovina, colonnello Ion Minecuta diede ai suo subordinati l'ordine di sterminare gli ebrei, pur consigliando ai gendarmi subordinati di seguire la voce della propria coscienza. Entrambi furono condannati: Meculescu è stato condannato a 15 anni di carcere con la perdita dei diritti civili per 10 anni, e Minecuta è stato condannato a 5 anni di carcere correttivo e 5 anni di perdita dei diritti civili.
A Bucarest fu istituito il Tribunale popolare (operativo fino al 28 giugno 1946), esaminò i casi di crimini di guerra commessi sul territorio dell'URSS. In particolare, il 22 febbraio 1946, il Tribunale del popolo di Bucarest iniziò ad esaminare il caso contro l'ex governatore della Bessarabia, Constantin Voiculescu, fu condannato al carcere dove morì nel 1955.
Nel 1945-1946 in varie città dell'URSS si tennero dei processi pubblici contro i prigionieri di guerra stranieri accusati di crimini di guerra. Tra loro non ci fu un solo romeno e nessuno di questi processi ha avuto luogo in Moldavia. Tuttavia, al processo di Mykolaïv del gennaio 1946, Robert Berg, sergente maggiore della gendarmeria da campo, fu condannato anche per i crimini di Bendery e impiccato. Nel 1945-1946, nell'URSS, i romeni furono processati per crimini di guerra come collaborazionisti sovietici. Ciò fu facilitato dal fatto che gli abitanti della Bessarabia, che fino al 1940 erano cittadini romeni, e poi divennero cittadini sovietici, parteciparono ai crimini. Pertanto, le autorità sovietiche avevano il diritto di punirli per tradimento, a differenza dei prigionieri di guerra tedeschi.
Nel 1945 ebbe luogo il processo di Dubăsari (caso nº 1103), durante il quale furono processati gli organizzatori dei massacri di Dubăsari e degli insediamenti vicini avvenuti nel 1941, 11 persone arrestate nell'aprile 1944. Il collegio militare della Corte Suprema della RSS Moldavia condannò a morte 3 imputati (Demenchuk, Vitez e Kontsevich) e il resto degli imputati a varie pene detentive.
Nel 1944-1947 si svolsero numerosi altri processi contro i partecipanti all'autodifesa tedesca della Transnistria, a seguito dei quali 12 persone furono condannate a varie pene detentive (di cui 8 persone ricevettero 10 anni di carcere ciascuna).
Il 18 maggio 1947, il ministro degli Interni S. N. Kruglov presentò al vicepresidente del Consiglio dei ministri dell'URSS Molotov un progetto di decreto governativo sullo svolgimento dei processi pubblici in nove città: Sebastopoli, Chișinău, Černihiv, Vicebsk, Babrujsk, Stalino, Poltava, Homel', Novgorod. La bozza presuppose che sarebbero state giudicate anche le persone che non si erano dichiarate colpevoli.
All'inizio di settembre 1947, Kruglov e il vice ministro degli Esteri Vyšinskij, in una lettera a Stalin, indicarono che i dipendenti del Ministero degli affari interni avevano raccolto il materiale per il processo contro 136 criminali di guerra (19 generali, 68 ufficiali e 49 soldati). A questo proposito, Kruglov e Vyšinskij proposero una commissione interdipartimentale per l'organizzazione dei processi composta da:
- Ministro della Giustizia N. M. Ryčkov (Presidente);
- Primo Vice Procuratore Generale dell'URSS G. N. Safonov (vice);
- Ministro degli affari interni S. N. Kruglov;
- Vice Ministro della Sicurezza dello Stato S. I. Ogol'cov;
- Presidente della Corte Suprema dell'URSS I. T. Goljakov;
- Capo del dipartimento legale del Ministero degli Affari Esteri S. A. Golunskij.

Il 10 settembre 1947 il Consiglio dei ministri dell'URSS adottò una risoluzione sull'organizzazione di processi aperti in queste nove città. Nel novembre 1947 ebbe luogo il processo di Sebastopoli: uno degli imputati, il capitano Paul Kinne, fu condannato, tra le altre cose, per aver ucciso nel maggio 1944 circa 100 prigionieri di guerra feriti vicino al villaggio di Buma (a 25 chilometri da Chișinău).

## Il processo

### Composizione del tribunale
Il caso è stato esaminato dal tribunale militare del distretto militare di Odessa composto da:
- L'ufficiale presidente fu il colonnello Zonov;
- I membri del tribunale sono I. Alekseev (tenente colonnello) e S. Fomičëv (tenente colonnello).

Il pubblico ministero fu il Maggiore Generale V. Izrail'jan.

### Gli imputati e le accuse

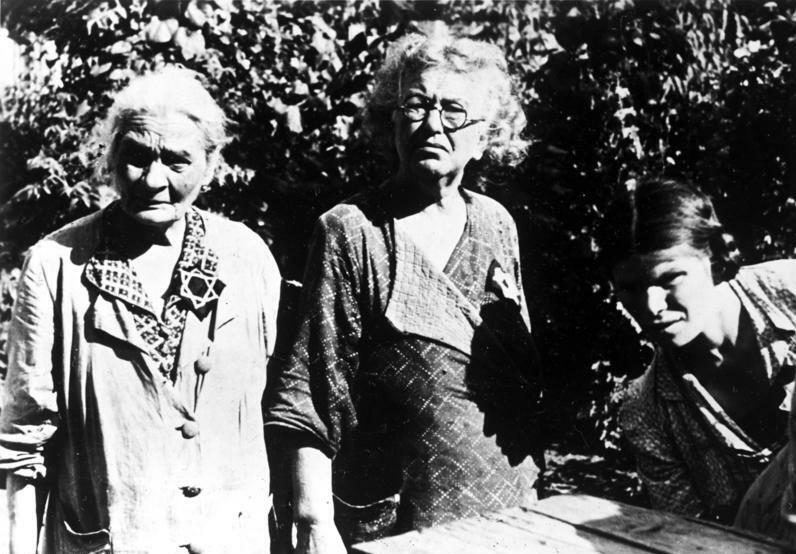
Donne ebree nel ghetto di Chișinău.

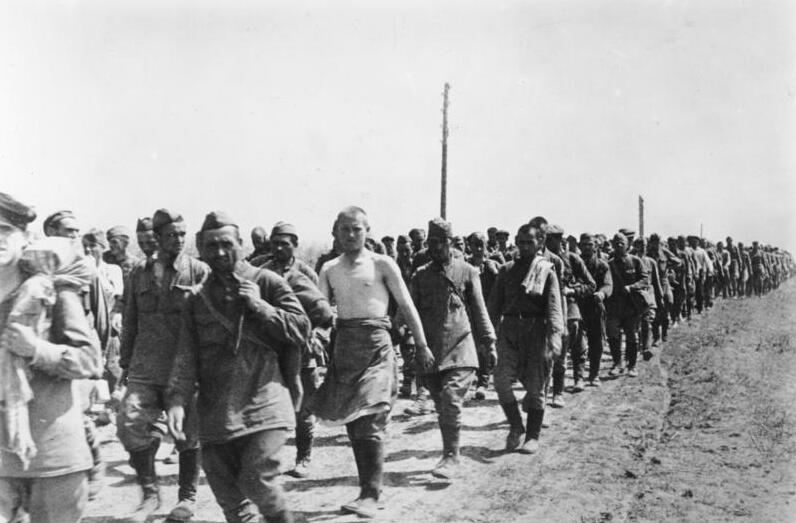
Prigionieri di guerra sovietici nella regione di Balta, agosto 1941.

Tutti gli imputati furono processati ai sensi dell'articolo 1º del Decreto del Presidium del Soviet Supremo dell'URSS del 19 aprile 1943. Le accuse furono:
- Stanislaus von Devitz-Krebs, maggiore generale, comandante militare (29 maggio - 21 agosto 1944) e capo della guarnigione di Chișinău. Fu accusato di aver ordinato l'esecuzione di 2.600 prigionieri di guerra dell'Armata Rossa, di aver bruciato vivi circa 2.000 persone tra donne, anziani e bambini nei villaggi limitrofi di Chișinău. Inoltre istituì la cosiddetta "riserva tifo" per lo sterminio di massa dei contadini e approvò il piano per la distruzione di Chișinău. Secondo l'accusa, von Devitz-Krebs testimoniò:"Devo essere responsabile di tutti i danni inflitti all'Unione Sovietica a seguito dell'inabilitazione e della distruzione di strutture vitali nella città di Chișinău"[108];
- Heinz Klik, tenente. Adempiendo agli ordini di von Devitz-Krebs distrusse Chișinău. Secondo l'accusa, Klik testimoniò che quando, il 21 agosto 1944, apprese che von Devitz-Krebs aveva lasciato Chișinău, "si rivolse al comandante delle unità degli zappatori, dal quale ricevette un ordine scritto di distruzione", cosa che ha eseguito "esattamente alla lettera"[108];
- W. Geiselhardt, Sonderführer. Organizzò una colonia di lavoro nel villaggio di Novo-Knjazevka (e ne divenne il capo), dove guidò più di 300 residenti che derubò durante la ritirata;
- Justin Marinoiu, colonnello dell'esercito romeno. Organizzò i massacri (a cui partecipò personalmente) avvenuti nelle RSS Moldavia, nella RSS Ucraina e in Crimea. Fu anche impegnato nel saccheggio dei monasteri. In particolare, l'8 luglio 1941, il 13º reggimento dei ranger di montagna, comandato da D. Marina, entrò nel villaggio di Kupka (Bucovina)[109] arrestando e fucilando immediatamente tutti gli ebrei.[109] Inoltre, Marinoiu insistette affinché tutti gli ebrei dei villaggi vicini fossero anche loro arrestati e fucilati.[109] Gli ebrei furono fucilati per la loro etnia o perché accusati di aver sparato contro le truppe romene[109];
- A. Bugnaru, capitano della gendarmeria romena. Con il pretesto di combattere i partigiani, arrestò e torturò gli abitanti dei villaggi della Moldavia e della città di Odessa;
- I. Žurja, R. Šontja, V. Marinaš e P. Šuvar, luogotenenti della gendarmeria romena. Accusati di aver aiutato il loro capo Bugnar negli arresti e nella tortura dei residenti dei villaggi;
- I. Demetrian, tenente della gendarmeria romena, aiutò il suo capo Bugnaru negli arresti e nelle torture. Inoltre, nel 1941 arrestò i residenti della regione di Odessa e della Moldavia per la deportazione in Germania.

### L'accusa
Come prova contro gli imputati furono utilizzati:
- le testimonianze rilasciate sia dai cittadini sovietici che dai prigionieri di guerra. In particolare, il colonnello Ernest Albustin testimoniò al processo che il suo capo ordinò a Marina di fucilare gli ebrei di Kupka, Serat, Adynkat e Kelmencev di propria iniziativa[109]. Albustin riferì che Marinoiu non aveva ricevuto l'ordine di sterminare gli ebrei[109];
- le confessioni rilasciate dagli imputati e le testimonianze degli imputati messi a confronto;
- gli atti delle commissioni della Commissione Straordinaria dello Stato;
- gli atti di medicina legale;
- le fotografie e altri documenti.

### La difesa
Gli imputati furono difesi dagli avvocati sovietici.

### Edificio del tribunale

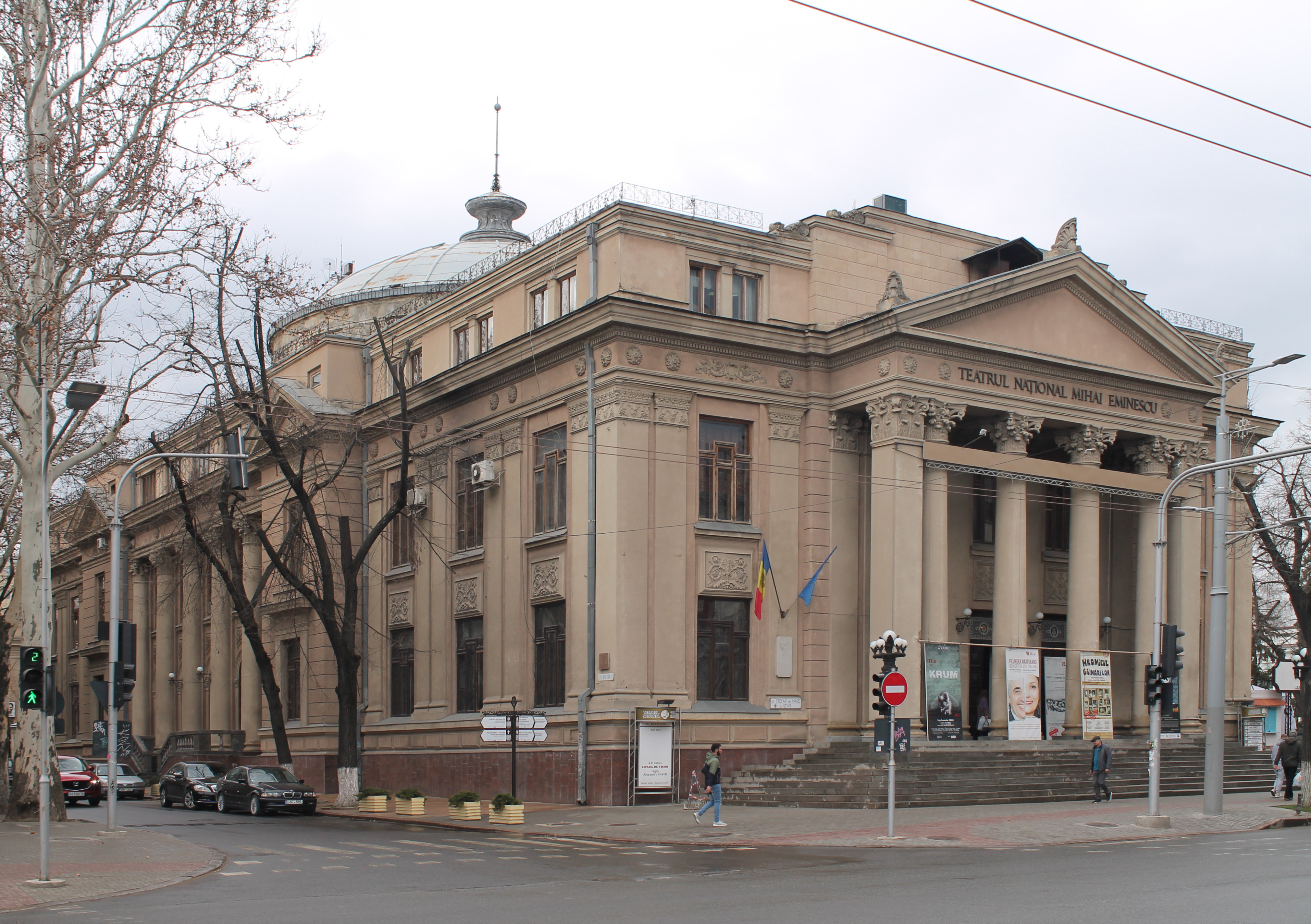
L'edificio dove ha avuto luogo il processo di Chișinău. Foto 2019.

Il processo di Chișinău ebbe luogo dal 6 al 13 dicembre 1947 nell'edificio del Teatro drammatico statale russo.

## Sentenza, appello ed esecuzione
Il 13 dicembre 1947, la corte emise il verdetto:
- 8 imputati furono condannati a 25 anni di carcere ciascuno: S. von Devitz-Krebs, H. Klik, V. Gaiselgardt, D. Marinoiu, R. Šontja, A. Bugnaru, I. Demetrian;
- 2 imputati furono condannati a 20 anni di carcere ciascuno: i romeni P. Shuvar e V. Marinash.

S. von Devitz-Krebs morì a Vorkutlag l'11 ottobre 1948. Gli altri condannati furono rilasciati dopo il 1955.

## Copertura mediatica del processo
Il processo di Chișinău fu seguito dai giornali sovietici, furono pubblicati due servizi su Izvestija, trasmessi telefonicamente dal loro corrispondente da Chișinău. Del processo si è parlato anche sulla stampa locale, l'atto d'accusa fu pubblicato sul giornale Sovetskaja Moldavija il 7 dicembre 1947.

## Processi successivi
Dopo il processo di Chișinău proseguì l'identificazione e la punizione dei responsabili dei crimini commessi dalle truppe tedesco-romene, sia in URSS che in Romania.
Nel 1948, in Romania, l'ex governatore della Bessarabia, il generale Olimpio Stavrat (liberato nel 1955) fu arrestato e condannato al carcere per i crimini commessi in territorio sovietico. Nell'autunno del 1948, a Bucarest, furono arrestati e consegnati all'URSS i redattori dei giornali pubblicati nella Chișinău occupata: Sergiu Rosca (della testata Basarabija) e Vasile Tsepordei (della testata Raza), condannati per la propaganda fascista, la diffusione della politica del terrore e il genocidio. Nel 1950 fu arrestato il caporedattore di Vjaca Basarabiej, Pantelejmon Chalippa e, dopo due anni in una prigione romena, fu trasferito nell'URSS dove fu condannato a 25 anni di carcere.
L'8 gennaio 1949 fu condannato il comandante militare di Chișinău, Dumitru Tudose. Al processo Tudose, uno dei principali testimoni dell'accusa fu il medico Alexandru Gerovich, che curò gli ebrei dopo l'incidente di Ghidighici. Nel 1953 il tenente Avgustin Roshka fu condannato a 6 anni di carcere duro, fu il comandante di una compagnia di polizia che, durante la scorta degli ebrei dal campo di Sokiryan, fucilò tutti gli ebrei che non potevano camminare lungo la strada e furono sepolti sul posto (motvo questo per cui ogni 10 chilometri i residenti locali scavarono fosse per contenere 100 cadaveri ciascuna). In totale, secondo Rosca, durante lo spostamento della colonna furono fucilati circa 500 ebrei sulla strada da Sokiryan a Otacha.

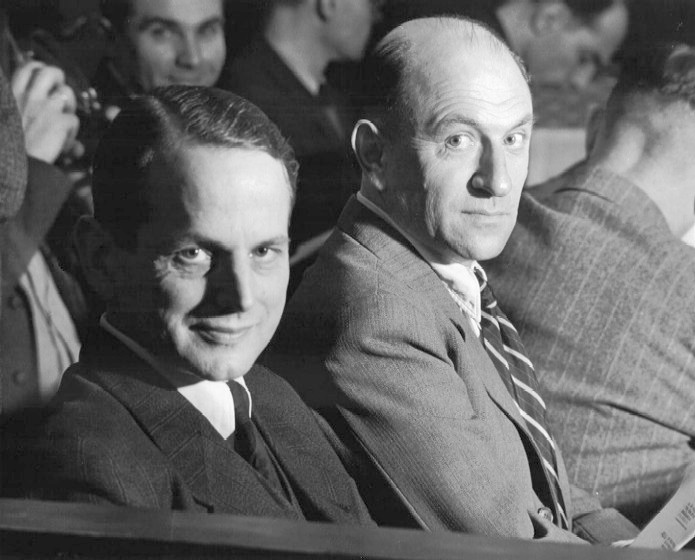
Otto Ohlendorf (a sinistra) durante il processo.

Otto Ohlendorf, al comando dell'Einsatzgruppe D impegnato nello sterminio degli ebrei della Bucovina settentrionale, fu condannato a morte al processo di Norimberga e impiccato il 7 giugno 1951. Nel 1970 Paul Zapp, l'organizzatore dello sterminio degli ebrei a Chișinău, fu condannato all'ergastolo in Germania e fu rilasciato all'inizio del 1986.
Dopo il 1948 continuò l'identificazione e la punizione del Volksdeutsche dell'autodifesa tedesca per i crimini commessi in Transnistria: nel 1948-1950 furono condannate in URSS 37 persone; nel 1951-1952, furono condannati in 38, di cui 16 alla pena di morte e gli altri da 22 a 25 anni di carcere; nel 1953-1954 furono condannati in 3 membri, 2 a morte e 1 a 25 anni di carcere.
Dopo la morte di Stalin iniziò l'ondata di revisioni delle sentenze. L'ex vice comandante del distaccamento di autodifesa a Rastadt, Ivan (Johann) Leopol'dovič Gertner (condannato nel maggio 1949 da un tribunale militare delle truppe del Ministero degli Affari Interni del distretto dell'Asia centrale a 25 anni) nell'estate del 1956 ottenne il rilascio e la cancellazione della sua fedina penale. Gertner fece riferimento alle violazioni durante le indagini e ritrattò la sua confessione, lo stesso metodo usato dal testimone principale Reichert.
Dal 1956 in varie città dell'URSS si svolsero una serie di altri processi contro i partecipanti all'autodifesa tedesca. Davanti al tribunale presentarono già come puniti coloro che erano stati precedentemente condannati per favoreggiamento e successivamente amnistiati. Nell'estate del 1956, a Kostroma furono condannati tre ex membri del distaccamento di autodifesa di Worms, coinvolti nelle esecuzioni dei civili. L'anno successivo altri tre membri del distaccamento di Worms furono condannati a Odessa. Nel novembre-dicembre 1957 si tenne a Odessa un processo pubblico contro i sospettati F. A. Švenk, R. G. Mindt, G. P. Redman, R. F. Brown, E. E. Redinger, R. G. Trautman, E. Ja. Frank e Ja. I. Knodel: nessuno di questi venne condannato a morte. Nel 1960-1967 si tennero altri processi contro i membri dell'autodifesa tedesca a Pervomajs'k, a Odessa (3 processi, di cui 2 chiusi), Domanevka (processo aperto) e Mykolaïv (2 processi) dove molti degli imputati furono condannati a morte, come nel caso del processo di Mykolaïv (settembre 1967) dove tutti gli 11 imputati furono condannati a morte per aver partecipato alle esecuzioni di massa, tra cui I. L. Gertner condannato a morte nel 1964.
Alla fine degli anni '50 -'60 non solo furono interrogati i testimoni, ma furono anche effettuate delle ispezioni sulle scene del crimine ed esaminati i resti delle vittime. Nel 1965, uno speciale gruppo investigativo, con l'obiettivo di indagare sui casi di legittima difesa, studiò i materiali di oltre 100 casi penali contro i tedeschi condannati per tradimento, nonché più di 10.000 casi contro i coloni tedeschi.
Dalla fine degli anni '50 anche nella Repubblica Federale di Germania si svolsero delle indagini sui crimini commessi sul territorio della Transnistria. Nel 1959, su richiesta di un ex insegnante della colonia di Selz e residente in Canada, l'Ufficio centrale dei dipartimenti di giustizia dei Länder federali avviò un'indagine sui crimini del nazionalsocialismo, nella quale il comandante Norbert Paschwöll fu accusato per aver ucciso delle famiglie miste di tedeschi ed ebrei. Nel corso delle indagini, Klaus Siebert, capo di stato maggiore dell'OK "R" in Transnistria, e i suoi subordinati diventarono i principali sospettati degli omicidi. Il caso fu poi trasferito alla Procura di Dortmund, che se ne occupò a fasi alterne fino agli anni novanta. Davanti alla corte si presentò solo Klaus Siebert: il suo caso fu trasferito al tribunale distrettuale della città di Hagen. Il resto degli imputati, i comandanti B. Streit e F. Liebl e i subordinati F. Kleiling e V. Petersen, furono esentati dalla partecipazione alle udienze per la loro età avanzata e per motivi di salute. L'indagine sul caso Siebert fu sospesa, ma nel 1994 fu ripresa sulla base di un appello delle autorità canadesi. Nella Repubblica Federale di Germania, solo un partecipante all'autodifesa tedesca, Johann Herner (Gerner), è stato condannato per i crimini di guerra commessi sul territorio della Transnistria.
Più di 450 membri delle unità di autodifesa furono inseriti nella lista dei ricercati nella Repubblica Federale di Germania e di questi, circa 400 persone furono inserite in lista a causa della loro morte o dell'impossibilità di stabilire il loro luogo di residenza. Allo stesso tempo, le autorità tedesche considerarono cittadini sovietici i membri dell'autodifesa tedesca residenti in URSS (per aver preso la cittadinanza del Terzo Reich durante gli anni della guerra), pertanto non fu fornita l'assistenza per il ricorso.
Per quanto riguarda invece i membri dell'autodifesa tedesca che vivevano nella Repubblica Federale di Germania, l'approccio fu diverso. Le autorità tedesche non considerarono reato il semplice fatto di aver prestato servizio per legittima difesa. Negli anni '70 e '80, le autorità dell'URSS trasmisero alla Repubblica Federale tedesca le informazioni sulle persone sospettate dei crimini di guerra. Negli anni '70, il sergente maggiore Walter Keller, organizzatore delle esecuzioni di massa degli ebrei nella regione di Dubăsari nel 1941, fu processato in URSS. Nell'ambito delle indagini sui crimini di guerra proseguì la cooperazione tra URSS e Romania: nel 1960, su richiesta delle autorità sovietiche, la Procura romena interrogò alcuni ex gendarmi sugli eventi nel campo di Bogdanovka.

## Il processo nella cultura di massa
Nell'estate del 2021 è stata girata una serie di documentari sui processi aperti in URSS. Nell'ottobre 2021, il canale televisivo Zvezda trasmise una serie sui processi di Chișinău e Černihiv dal titolo:"Tribunali militari. Processi di Černihiv e Chișinău. Doppia punizione."

## I materiali del processo
I materiali del processo di Chișinău sono conservati nell'Archivio centrale dell'FSB russo (caso 1083) e a disposizione dei ricercatori con cui ha lavorato in particolare il ricercatore romeno V. A. Solonar. Sono stati pubblicati alcuni materiali inerenti l'atto d'accusa sul giornale "Sovetskaja Moldavija" del 7 dicembre 1947 (un estratto è stato ripubblicato nel 1976 nella raccolta "La RSS Moldava nella Grande Guerra Patriottica dell'Unione Sovietica 1941-1945").